# Shigefumi Hino
Shigefumi Hino (日野 重文 Hino Shigefumi; 1963) è un autore di videogiochi e grafico giapponese, pianificatore di Nintendo EAD.
È famoso per avere creato il personaggio di Yoshi nell'universo di Mario. Super Mario World è stato il primo gioco su cui abbia lavorato. Hino è il direttore della serie Pikmin insieme a Masamichi Abe. In questa serie, Hino curava soprattutto l'aspetto grafico ed era coinvolto nei personaggi del gioco, mentre Abe si occupava principalmente del gameplay.

## Giochi
| Data | Nome del gioco                      | Funzione occupata       |
| ---- | ----------------------------------- | ----------------------- |
| 1990 | Super Mario World                   | Realizzatore            |
| 1995 | Super Mario World 2: Yoshi's Island | Realizzatore            |
| 1995 | Tetris Attack                       | Design Adviser          |
| 1996 | Mario Kart 64                       | C.G. Character Designer |
| 1997 | Yoshi's Story                       | Main CG Designer        |
| 1998 | Mario Party                         | Graphic Support         |
| 2001 | Pikmin                              | Realizzatore            |
| 2004 | Pikmin 2                            | Direttore               |
| 2006 | New Super Mario Bros.               | Demo Scene Director     |